# Igreja Nova
Igreja Nova este un oraș în statul Alagoas (AL) din Brazilia.